# Delta Volley Porto Viro
Il Delta Volley Porto Viro è una società pallavolistica maschile italiana con sede a Porto Viro: milita nel campionato di Serie A2.

## Storia
Il Delta Volley Porto Viro viene fondato il 12 luglio 2012: ammesso nel campionato di Serie D per la stagione 2012-13, ottiene la promozione in Serie C, nella stagione successiva. Al termine del campionato 2014-15 conquista la seconda promozione consecutiva, debuttando in Serie B2 nell'annata 2015-16.
A seguito della riforma dei campionati la squadra è promossa in Serie B dove esordisce nella stagione 2016-17: nell'annata 2017-18, dopo aver chiuso il proprio girone al secondo posto, sfiora la promozione venendo sconfitta nella finale dei play-off promozione. L'obiettivo è raggiunto nell'annata successiva, quando, dopo il primo posto in classifica nel girone C, vince i play-off promozione.
Nella stagione 2019-20 è quindi in Serie A3: nella stessa annata, dopo il primo posto nel girone bianco al termine del girone di andata, si qualifica alla Coppa Italia di Serie A2/A3, venendo eliminata ai quarti di finale. Nella stagione successiva, dopo aver raggiunto la finale nella Coppa Italia di Serie A2/A3, si qualifica per i play-off promozione, grazie al secondo posto in classifica nel proprio girone al termine della regular season, vincendoli e ottenendo quindi la promozione in Serie A2.
Nella stagione 2021-22 partecipa per la prima volta al campionato cadetto.

## Rosa 2024-2025
| N° | Nome                     | Ruolo | Data di nascita  | Nazionalità sportiva |
| -- | ------------------------ | ----- | ---------------- | -------------------- |
| 1  | Riccardo Ballan          | C     | 18 ottobre 1997  | Italia               |
| 2  | Edwin Arguelles Sanchez  | O     | 17 giugno 2003   | Italia               |
| 3  | Nicolò Maghenzani        | S     | 1º ottobre 2007  | Italia               |
| 5  | Lorenzo Magliano         | S     | 12 aprile 2005   | Italia               |
| 6  | Pedro Ferreira           | S     | 17 febbraio 1996 | Brasile              |
| 7  | Pietro Ghirardi          | P     | 4 gennaio 2005   | Italia               |
| 8  | Egon Lamprecht           | L     | 10 novembre 1980 | Italia               |
| 9  | Matteo Sperandio         | C     | 4 marzo 1992     | Italia               |
| 10 | Andrea Innocenzi         | C     | 6 ottobre 2000   | Italia               |
| 11 | Matteo Bellia            | O     | 11 dicembre 2000 | Italia               |
| 13 | Charalampos Andreopoulos | S     | 23 gennaio 2001  | Grecia               |
| 16 | Davide Morgese           | L     | 16 giugno 1996   | Italia               |
| 17 | Mattia Eccher            | C     | 11 aprile 2003   | Italia               |
| 18 | Gabriele Chiloiro        | S     | 16 novembre 2004 | Italia               |
| 44 | Filippo Santambrogio     | P     | 13 maggio 1999   | Italia               |